# 1970 en France
Chronologie de la France
- 1966
- 1967
- 1968
- 1969
- 1970
- 1971
- 1972
- 1973
- 1974

Cet article présente les faits marquants de l'année 1970 en France.

## Événements

### Janvier
- Persistance de l'agitation étudiante, notamment à Nanterre.
- Nuit du 1er au 2 janvier : cinq travailleurs immigrés africains trouvent la mort dans l'incendie d'un foyer d'Aubervilliers. Le drame est largement médiatisé. Le Figaro dénonce les « marchands de sommeil » et demande « Qui veille à la santé de ces infortunés transplantés ? Ils balaient les rues lorsque les caniveaux sont gelés, puis ils tentent de triompher de la tuberculose qui les mine ou de l’oxyde de carbone ! Voilà le sort de ces déshérités. Il importe d’y apporter d’urgence un remède. ». Armand Jammot consacre une émission des Dossiers de l'écran aux travailleurs étrangers en France le 14 janvier[1].
- 2 janvier :
  - création du salaire minimum interprofessionnel de croissance (SMIC)[2].
  - loi Hoguet sur l'activité immobilière[3].
- 10 janvier : occupation du CNPF pour protester de la mort de cinq travailleurs immigrés Maliens asphyxiés dans l'incendie d'un taudis d'Aubervilliers[2].
- 15 janvier : la police intervient dans le Lycée Louis-le-Grand[4].
- 18 et 21 janvier : deux lycéens du lycée Faidherbe à Lille s'immolent par le feu pour exprimer leur dégoût de la société[5].
- 20 janvier : incidents violent au lycée Michelet de Vanves ; la police intervient à l'intérieur de l'établissement pour procéder à une dizaine d'interpellations[4].
- 21 janvier : 
  - loi qui prévoit la distribution d'actions de la Régie Renault au personnel[2].
  - le groupe parlementaire UDR met en cause l'objectivité de la première chaîne de télévision[2].
- 28 janvier : Jean-Jacques Servan-Schreiber publie Ciel et Terre, un manifeste radical où il propose « l'abolition de la transmission héréditaire de la propriété des biens de production » et veut « mettre notre pays à l'aise dans le monde de la Croissance »[5].
- 29 janvier : fermeture de la faculté de droit de Nanterre[6].
- 31 janvier : fermeture des Forges de Moyeuvre-Grande (Lorraine) après plusieurs siècles d'existence[7].

### Février
- 2 février : EDF choisit la technologie américaine de l’eau pressurisée et lance un appel d'offres remporté par Framatome filiale à 51 % de Creusot-Loire et à 45 % de Westinghouse[8].
- 4 février : un coup de grisou tue seize mineurs à Fouquières-lès-Lens[6].
- 4 au 8 février : congrès du PCF à Nanterre. Ascension de Georges Marchais au poste de secrétaire général adjoint. Roger Garaudy, isolé, est écarté du bureau politique[9].
- 10 février : une avalanche sur le chalet de l'UCPA à Val-d'Isère cause la mort de 39 personnes[10].

Arrivée du président Pompidou à Washington.

- 23-29 février : visite du président Pompidou à Washington[2].
- 25 février : fusion d'Ascq, Annappes et Flers-lez-Lille pour former Villeneuve-d'Ascq[11].
- 26 février : à la demande de Paul Ricœur, doyen de la faculté des lettres, la police intervient sur le campus de Nanterre où de violents affrontements font plusieurs dizaines de blessés[12].

### Mars
- 3 mars :  violents incidents à l'université de Nanterre[13]. Paul Ricœur, doyen de la faculté des lettres, démissionne le 14 mars[2].
- 4 mars : le sous-marin français Eurydice disparaît au large de Saint-Tropez avec ses cinquante-sept hommes d’équipage[14].
- 8 et 15 mars : élections cantonales[2]. Succès du PCF et du PSU.
- 9 mars : mécontentement des petits commerçants ; Gérard Nicoud appelle à la grève de l'Impôt 30 000 commerçants et artisans réunis au Parc des Princes[13].
- 12 mars : le premier turbotrain met 2 heures pour rallier Paris à Caen[15].
- 19-24 mars : grève des aiguilleurs du ciel, des restaurateurs et des camionneurs[13].
- 23-24 mars : manifestation des commerçants et barrages routiers ; Gérard Nicoud et  33 autres sont gardés à vue et condamnés[13].

### Avril
- 8 avril : grève générale des commerçants organisée par le CID et l'UNATI[16].
- 16 avril : catastrophe du plateau d'Assy en Haute-Savoie ; un sanatorium est détruit par une coulée de boue (72 victimes)[17].
- 20 avril : le CNPF signe un accord sur la mensualisation des rémunérations avec les syndicats[2].
- 27 avril : après l’arrestation de Jean-Pierre Le Dantec le 22 mars puis de Michel Le Bris le 20 avril, Sartre accepte la direction de La Cause du peuple[18].
- Nuit du 29 au 30 avril : un projet de loi « anti-casseur » est adopté par l’Assemblée nationale[13].

### Mai
- 1er mai : premier défilé intersyndical unitaire depuis 1947[13].
- 2-16 mai : festival de Cannes[19].
- 8 mai : attaque de Fauchon par un commando maoïste qui distribue les produits volés dans un bidonville[20].
- 20 mai : l'écrivain Roger Garaudy est exclu du Parti communiste français[2].
- 21 mai : premier grand rassemblement féministe à l'université de Vincennes[21].
- 25 mai : Sartre préside le meeting organisé à la Mutualité pour protester contre le procès de Le Dantec et Le Bris[18].
- 27 mai : 
  - la Gauche prolétarienne est officiellement interdite par le gouvernement[2].
  - les directeurs de La Cause du peuple Jean-Pierre Le Dantec et Michel Le Bris arrêtés en mars sont condamnés à respectivement un an et huit mois de prison ferme pour atteinte la sûreté de l'État et apologie du meurtre et du pillage[18].
- 27 et 28 mai : vive agitation au quartier latin à l'annonce de l'incarcération de Jean-Pierre Le Dantec et Michel Le Bris et à l'interdiction de la GP et de La Cause du peuple[18].
- 28 mai : fermeture la faculté de Censier à la suite des affrontements provoqués par la condamnation de deux ex-directeurs de La Cause du peuple[13].

### Juin
- 4 juin :
  - réforme instituant l'autorité parentale, partagée également entre le père et la mère, en remplacement de l'autorité paternelle[22].
  - vote de la loi « anti-casseurs »[2], promulguée le 8 juin[18].
  - Naissance de Laurent Dionisio et Didier Dionisio
- 5 juin : ouverture du musée Vasarely au château de Gordes (Vaucluse)[23].
- 19 juin : première saisine du Conseil constitutionnel en application de l’article 54 (dispositions budgétaires des traités communautaires).
- 19-21 juin : conseil national, puis congrès extraordinaire du Parti socialiste à Épinay-sur-Seine[24]. François Mitterrand, invité, propose une union de la gauche[25].
- 26 juin : interpellation de Jean-Paul Sartre, qui distribuait La Cause du peuple[26].

### Juillet
- 9 juillet : loi Debré ; la durée du service militaire est ramenée à un an[27].

### Août
- 26 août : action du MLF (Mouvement de Libération des Femmes). Des militantes, dont Monique Wittig, déposent une gerbe de fleurs sous l'Arc de Triomphe à Paris en hommage à la femme du soldat inconnu. Acte symbolique qui marque dans l'esprit collectif la naissance du MLF[28].

### Septembre
- 1er septembre : grève de la faim de vingt-neuf militants gauchistes emprisonnés, dont Alain Geismar, pour obtenir le statut de prisonnier politique[29].

### Octobre
- 1er-10 octobre : lancement de la Citroën SM et de la Citroën GS au Salon de l'auto de Paris[30].

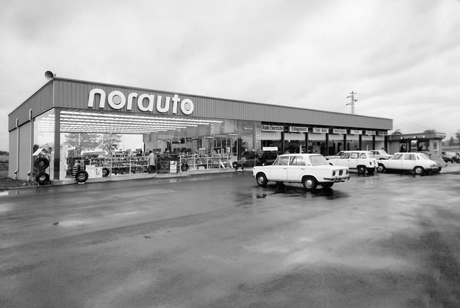
Le premier centre Norauto à Englos en 1970.

- 2 octobre : Éric Derville ouvre le premier centre Norauto sur le parking de l'hypermarché Auchan Englos-les-Géants à Englos, près de Lille[31].
- 6-13 octobre : voyage du président Pompidou en URSS[32].
- 11 octobre : une colonne de la Compagnie autonome de parachutistes d'infanterie de Marine tombe dans une embuscade dans la palmeraie de Bedo au Tchad ; douze soldats français sont tués[33].
- 20 octobre : 
  - condamnation de Alain Geismar à dix-huit mois de prison[29].
  - sortie du film Le Cercle rouge de Jean Pierre Melville[34].
- 26-29 octobre : assemblée plénière des évêques de France à Lourdes[35]. L'épiscopat français appelle à « passer d'une dialectique de la peur à une dynamique de la paix » et prend position en faveur d'une « désescalade des armements »[36].
- 27 octobre : création du spectacle Jarry sur la butte à l'Élysée-Montmartre, à Paris[37].
- 29 octobre : Inauguration de l'autoroute A6 Paris-Lyon par Georges Pompidou au volant d'une Renault R16[38].
- 30 octobre : discours de Lyon de Georges Pompidou qui relance l’idée de régionalisation ; « La région doit être conçue non comme un échelon administratif se surimposant à ceux qui existent mais, avant tout, comme l'union de départements permettant la réalisation et la gestion rationnelle des grands équipements collectifs »[39].

### Novembre
- 1er novembre : incendie du 5-7, dancing situé à Saint-Laurent-du-Pont, les issues de secours sont bloquées, 146 jeunes gens de moins de 25 ans, périssent dans cette catastrophe[40].
- 4 novembre : le Concorde atteint Mach 2 au cours de son 102ème vol[41].
- 9 novembre : mort du Général Charles de Gaulle à Colombey-les-Deux-Églises[42].
- 14 novembre : convention concernant les mesures à prendre pour interdire et empêcher l'importation, l'exportation et le transfert de propriété illicites des biens culturels[43].
- 15 novembre : interdiction du journal satirique Hara-Kiri pour sa une « Bal tragique à Colombey : 1 mort ». Le 23 novembre sort de premier numéro de Charlie Hebdo[44].

### Décembre
- 3 décembre : évacuation de la faculté des lettres de Caen par les gendarmes mobiles à la suite des élections étudiantes[45] ; 60 arrestations et 200 policiers mobilisés
- 13 décembre : la Convention des institutions républicaines (CIR) approuve le projet de François Mitterrand de fusion avec le PS[46].
- 29 décembre : lors d’une tempête de neige, 10 000 automobilistes sont bloqués sur l’autoroute A7[47].
- 31 décembre :
  - loi numéro 70-1320 relative à l'usage et au trafic de stupéfiants, parue au journal officiel du 2 janvier 1971[48].
  - loi n° 70-1318 sur la réforme hospitalière qui introduit une rationalisation des choix économiques de l’État, devant la raréfaction des ressources budgétaires[49]. Instauration de la carte sanitaire afin de mieux faire concorder l'offre et la demande (création de zones sanitaires avec allocation de ressources en fonction de l'indice lits/population). À cette fin, la loi crée le service public hospitalier (SPH) visant à « garantir à chaque citoyen dans des conditions d’égalité, quels que soient son niveau de revenu et son lieu d’habitation, l’accès à l’ensemble des biens et des services jugés fondamentaux » et les groupements et syndicats inter-hospitaliers[48].
  - loi introduisant les stock-options dans le droit des sociétés[50].

## Décès en 1970
- 10 juillet : Georges Kiefer, alias « commandant François », résistant français, chef des Forces françaises de l'intérieur (FFI) du Bas-Rhin pendant la Seconde guerre mondiale.
- 23 septembre : Bourvil, acteur et chanteur français.
- 10 octobre : Édouard Daladier, homme politique.
- 9 novembre : Charles de Gaulle, général, écrivain et homme d'État français.